# Bacinet

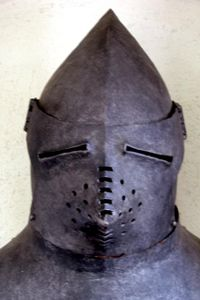
Bacinet.

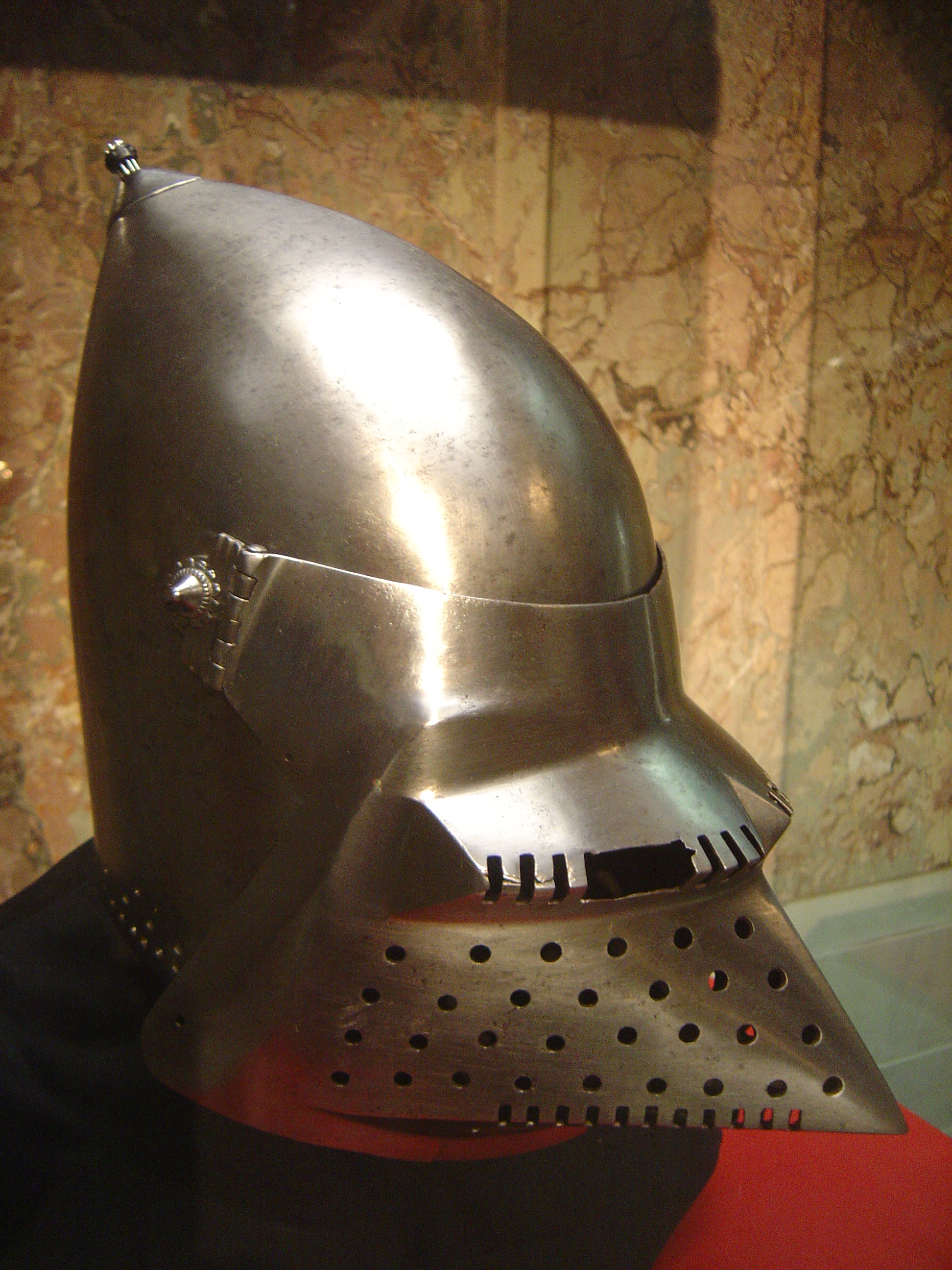
Hundnoshjälm

Bacinet (av latinets bacinatum, skål) eller packenet är en slags krigshjälm som man använde under sen medeltid. Hjälmen utvecklades ur tunnhjälmen. Det som skiljer bacinetten från tunnhjälmarna är att man kan fälla upp eller ta av visiret och därmed få full sikt när det behövs.
Bacinetten var under 1300-talet troligen en av de mest populära formerna av hjälmar, och den tog tunnhjälmens plats hos både riddare och vanliga soldater. Man tror att den blev mer populär än tunnhjälmen på grund av den effektiva designen och hjälmens lätta vikt.

## Utveckling
Till en början bars bacinetten antingen över eller under en huva gjord av ringväv.
När man bar hjälmen under ringhuvan så kan den ha gett det onaturligt svullna utseende som riddare ofta hade på målningar från medeltiden.
Runt 1330 fäste man bacinetten i en mantel av ringväv som täckte hals, nacke och axlar.

## Visir
Efter 1330-talet så hade bacinetten för det mesta någon form av ansiktskydd. Den enklaste sorten, som var populär i Tyskland och norra Italien under 1340-1370, var pyramidformad för att passa bärarens näsa. Visiret var fäst i hjälmen med hjälp av krokar eller spikar. Det karaktäristiska spetsiga visiret har lett till att man idag ibland kallar denna typen av bacinet ”pig-nose” eller “hound skull” på engelska (det senare från tyska hundsgugel). Under sin samtid kallades de bara motsvarande bacinet med visir. Den höga koniskt formade varianten med spetsigt visir kallades enligt My Armory ofta ”internationell stil”.
Visiret hade två hål för ögonen och ett eller flera hål för munnen. I de flesta fallen så hade hjälmen flera andningshål på högersidan men bara några få eller inga alls på vänstersidan. Detta var för att man förväntade sig att motståndarens lans skulle träffa den vänstra sidan, och på så sätt så fanns det färre ställen där lansen kunde fastna i hjälmen.